# 홀함수와 짝함수

사인 함수와 그 테일러 다항식들은 모두 홀함수이다. 그림은 사인 함수와 그 1, 3, 5, 7, 9, 11, 13차 테일러 다항식의 그래프.

코사인 함수와 그 테일러 다항식들은 모두 짝함수이다. 그림은 코사인 함수와 그 4차 테일러 다항식의 그래프.

수학에서 홀함수(영어: odd function) 또는 기함수(奇函數)는 서로 덧셈 역원의 상이 서로 덧셈 역원인 실수 함수이다. 짝함수(영어: even function) 또는 우함수(偶函數)는 서로 덧셈 역원의 상이 서로 같은 실수 함수이다. 해석학의 테일러 급수와 푸리에 급수 이론에서 중요하게 사용되는 개념이다. 멱함수의 홀짝성이 그 지수의 홀짝성과 일치한다는 데에서 이름을 따왔다.

## 정의
실수 함수 {\displaystyle f\colon D\to \mathbb {R} }의 정의역 {\displaystyle D\subseteq \mathbb {R} }가 {\displaystyle -D=D}를 만족시키는 구간이라고 하자.
- 만약 임의의 {\displaystyle x\in D}에 대하여 {\displaystyle f(-x)=-f(x)}라면, {\displaystyle f}를 홀함수라고 한다.
- 만약 임의의 {\displaystyle x\in D}에 대하여 {\displaystyle f(-x)=f(x)}라면, {\displaystyle f}를 짝함수라고 한다.

## 성질
홀함수이자 짝함수는 영함수밖에 없다. 이는 항상 {\displaystyle f(x)=(f(-x)+(-f(-x)))/2=0}이기 때문이다.
홀함수도 짝함수도 아닌 함수는 존재한다. 예를 들어, {\displaystyle f(x)=x+1}은 {\displaystyle f(-1)=0\neq \pm 2=\pm f(1)}이므로 홀함수도 짝함수도 아니다.
홀함수는 다음과 같은 꼴의 함수와 동치이다.
{\displaystyle xf(x^{2})\qquad (f\colon D\to \mathbb {R} )}
짝함수는 다음과 같은 꼴의 함수와 동치이다.
{\displaystyle f(x^{2})\qquad (f\colon D\to \mathbb {R} )}
함수는 항상 짝함수와 홀함수의 합으로 유일하게 나타낼 수 있다. 이는 다음과 같다.
{\displaystyle f(x)={\frac {f(x)+f(-x)}{2}}+{\frac {f(x)-f(-x)}{2}}}
짝함수 {\displaystyle \mathbb {R} \to \mathbb {R} }의 집합은 {\displaystyle \mathbb {R} }-대수를 이루며, 홀함수 {\displaystyle \mathbb {R} \to \mathbb {R} }의 집합은 {\displaystyle \mathbb {R} }-벡터 공간을 이룬다. 함수 {\displaystyle \mathbb {R} \to \mathbb {R} }의 공간은 이들의 직합이다.
{\displaystyle \mathbb {R} ^{\mathbb {R} }=\{f\in \mathbb {R} ^{\mathbb {R} }\colon f(-x)=f(x)\}\oplus \{f\in \mathbb {R} ^{\mathbb {R} }\colon f(-x)=-f(x)\}}

### 연산에 대한 닫힘
홀짝성이 주어진 함수의 사칙 연산의 홀짝성에 대하여, 다음 성질들이 성립한다.
- 홀함수와 홀함수의 합·차는 홀함수이다.
- 짝함수와 짝함수의 합·차는 짝함수이다.
- 영이 아닌 홀함수와 영이 아닌 짝함수의 합·차는 홀함수도 짝함수도 아니다.
- 홀함수와 홀함수의 곱·몫은 짝함수이다.
- 홀함수와 짝함수의 곱·몫은 홀함수이다. 특히, 홀함수의 상수곱은 홀함수이다.
- 짝함수와 짝함수의 곱·몫은 짝함수이다. 특히, 짝함수의 상수곱은 짝함수이다.

미분 가능 함수의 경우, 다음 성질들이 성립한다.
- 홀함수의 미분은 짝함수이다.
- 짝함수의 미분은 홀함수이다.

### 그래프
어떤 함수가 짝함수의 필요 충분 조건은, 그래프가 {\displaystyle y}축에 대하여 대칭인 것이다.
어떤 함수가 홀함수일 필요 충분 조건은, 그래프가 원점에 대하여 대칭인 것이다.

### 적분
홀함수 {\displaystyle f\colon [-a,a]\to \mathbb {R} }의 적분은 다음과 같다.
{\displaystyle \int _{-a}^{a}f(x)\mathrm {d} x=0}
짝함수 {\displaystyle f\colon [-a,a]\to \mathbb {R} }의 적분은 다음과 같다.
{\displaystyle \int _{-a}^{a}f(x)\mathrm {d} x=2\int _{0}^{a}f(x)\mathrm {d} x}

### 테일러 급수
짝함수의 매클로린 급수는 차수가 짝수인 항으로만 구성된다. 홀함수의 테일러 급수는 차수가 홀수인 항으로만 구성된다.

### 푸리에 급수
짝 주기 함수의 푸리에 급수는 코사인 항으로만 구성된다. 즉, 다음과 같은 꼴이다.
{\displaystyle f(x)=a_{0}+\sum \limits _{n=1}^{\infty }{a_{n}\cos {\frac {2n\pi }{T}}x}}
홀 주기 함수의 푸리에 급수는 사인 항으로만 구성된다. 즉, 다음과 같은 꼴이다.
{\displaystyle f\left(x\right)=\sum \limits _{n=1}^{\infty }{b_{n}\sin {\frac {2n\pi }{T}}x}}

## 예

함수 는 짝함수의 예이다.

함수 는 홀함수의 예이다.

함수 는 홀함수도 아니고 짝함수도 아니다.

홀함수의 몇 가지 예는 다음과 같다.
- (항등 함수) {\displaystyle x}
- (홀수차 멱함수) {\displaystyle x^{3}}
- (사인) {\displaystyle \sin x}
- (쌍곡선 사인) {\displaystyle \sinh x}
- (오차 함수) {\displaystyle \operatorname {erf} x}

짝함수의 몇 가지 예는 다음과 같다.
- (상수 함수) {\displaystyle c}
- (짝수차 멱함수) {\displaystyle x^{2}}
- (절댓값) {\displaystyle |x|}
- (코사인) {\displaystyle \cos x}
- (쌍곡선 코사인) {\displaystyle \cosh x}
- (가우스 곡선) {\displaystyle \exp(-x^{2}/2)}

## 같이 보기
- 테일러 급수
- 푸리에 급수
- 반전성